# Перемыслов, Игорь Александрович
Игорь Александрович Перемыслов (род. 15 мая 1968, Харьков) ― искусствовед, Почетный зарубежный член Российской академии художеств (2016), доктор делового администрирования (PhD-DBA), адъюнкт-профессор ― Университет и Бизнес Школа Аргоси, Феникс, Аризона с 2017, Почетный Профессор — РГСАИ (Российская государственная специализированная академия искусств) с 2019, Член Международного отдела редакционной коллегии РГСАИ — с 2019, бакалавр естественных наук (Тель-Авивский еврейский открытый университет, Израиль), эксперт аукционных домов «Сотбис» и «Кристис», художник-реставратор, коллекционер, член редакционной коллегии журнала «Художественное Образование и Наука».

## Биография

### Образование
Харьковский политехнический институт: магистр технических наук, электромеханика (1998) Харьков, Украина.
Открытый университет Израиля: бакалавр естественных наук, физика и химия (2004), Тель-Авив/Раанана, Израиль.
Университет и Бизнес Школа Аргоси: магистр Бизнес Администрирования, MBA (2010) Феникс, Аризона, США.
Университет и Бизнес Школа Аргоси: доктор делового администрирования, Ph.D - DBA (2016), Феникс, Аризона, США.

### Научная деятельность
Сфера научных интересов Игоря Перемыслова: антиквариат, Европейское (Древнегерманское, Британское, Испанское, Итальянское, Французское), Русское дореволюционное, Иудаистское серебро, Американское и колониальное (Early American), Японское и Китайское (т.н. Chinese Export) серебро, старинные ювелирные изделия. Также его интересы касаются широкого спектра направлений, связанных с экспертизой, реставрацией, популяризацией и коллекционированием серебряных и ювелирных изделий XVII-XX веков. Особое место при этом занимает область русского серебра до- и после-революционного периода. Значительные усилия профессора Перемыслова были направлены на поиск и идентификацию изделий российских серебряных мастеров прошлых веков и возвращению их на историческую родину. С этой целью им был организован и, в значительной степени, лично реализован специальный проект. В рамках этого проекта десятки высокохудожественных изделий, появляющихся в распродажах и аукционах различных стран выкупались и возвращались в Россию. Игорь Александрович Перемыслов организовал инвестиционные проекты для спасения серебряных изделий от переплавки. В 2019 году он прочитал лекционный курс в Российской академии художеств по художественному серебру и антикварному рынку. В целях поддержания коммерческого и научного интереса к антиквариату и коллекционированию разрабатывал и внедрял бизнес-модели проведения выставок и аукционов в интернет-пространстве.
Занимается организацией антикварных аукционов в Израиле и США. Сотрудничает с крупнейшими аукционными домами, в частности Sotheby's и Christie's. Консультировал музеи и выставочные залы в США (Художественный музей Финикса, Институт искусств Миннеаполиса), Германии и Англии. Занимается преподаванием и организацией проектов, ориентированных на поддержку интереса к старинному серебру и меценатству

## Научные работы и публикации
- Dissertation: EBAY: SELLING FORMATS, SELLERS’ REPUTATION, AND AUCTIONS’ OUTCOME
- Исследование «Японская эстетика в шедеврах американского серебра» в журнале «Художественное Образование и Наука» Российской Государственной Специализированной Академии Искусств (совместное исследование И.А. Перемыслов, Л. Г. Перемыслова), публикация в двух частях[5][6].
- Исследование «Поэтическое высказывание как фиксация человеческого бытия», журнал «Художественное Образование и Наука» Российской Государственной Специализированной Академии Искусств (совместное исследование И.В. Абдрашитова, И.А. Перемыслов
- International Journal of Applied Exercise Physiology: Kadyjrova, L. H., Akhmetshina, E. G., Kadyjrov, T. R., & Peremislov, I. A. (2018). Principles of realization of the Polycultural Educational Model of the Republic of Tatarstan in the Fine Arts. Dilemas Contemporáneos: Educación, Política y Valores, 6(1), 8-17[7].
- Lyajsan Habibulhakovna Kadyjrova, Elmira Gabdullovna Akhmetshina, Liliya Renatovna Zaripova, Igor A. Peremislov PROFESSIONAL DEVELOPMENT OF BACHELOR DESIGNERS BY MEANS OF INFORMATION AND COMMUNICATION TECHNOLOGIES - International Journal of Innovative Technology and Exploring Engineering (IJITEE) ISSN: 2278-3075, Volume-9 Issue-1, November, 2019.- International Journal of Innovative Technology and Exploring Engineering Том: 9 Выпуск: 1. Страницы: 5119 - 5122.
- Lyajsan Habibulhakovna Kadyjrova, Elmira Gabdullovna Akhmetshina, Timur Rashitovich Kadyjrov, Igor A. Peremislov - Principios de realización del modelo educativo multicultural de la República de Tatarstán en las Bellas Artes. - Revista Dilemas Contemporáneos: Educación, Política y Valores.- Año: VI Número: Edición Especial Artículo no.:1 Período: Diciembre 2018. - РР. 1-11.
- Lyajsan Habibulhakovna Kadyjrova, Elmira Gabdullovna Akhmetshina, Liliya Renatovna Zaripova, Igor A. Peremislov PROFESSIONAL DEVELOPMENT OF BACHELOR DESIGNERS BY MEANS OF INFORMATION AND COMMUNICATION TECHNOLOGIES - International Journal of Innovative Technology and Exploring Engineering (IJITEE) ISSN: 2278-3075, Volume-9 Issue-1, November, 2019.- International Journal of Innovative Technology and Exploring Engineering Том: 9 Выпуск: 1.Страницы: 5119 - 5122.
- Перемыслов Игорь Александрович, Тулузакова Галина Петровна «Развитие традиций городского пейзажа в творчестве Р. И. Ляпина» «Художественное Образование и Наука» Российской Государственной Специализированной Академии Искусств Номер: 4 Год: 2019 Страницы: 121-126[8].
- Перемыслов Игорь Александрович «Зрительское восприятие художественного образа: от сознательного к бессознательному и обратно» «Художественное Образование и Наука» Российской Государственной Специализированной Академии Искусств Номер: 4 Год: 2023 Страницы: 117-124[9].

## Награды
- Орден Карла Фаберже III степени с бриллиантами с присвоением звания «Заслуженный ювелир» (2016)[10]
- Золотая медаль Российской академии художеств (2017)[11]
- Почётный знак ордена «Шамшуренков Леонтий Лукьянович — За заслуги в дизайне» (2018)[11]